# SIG SG 510

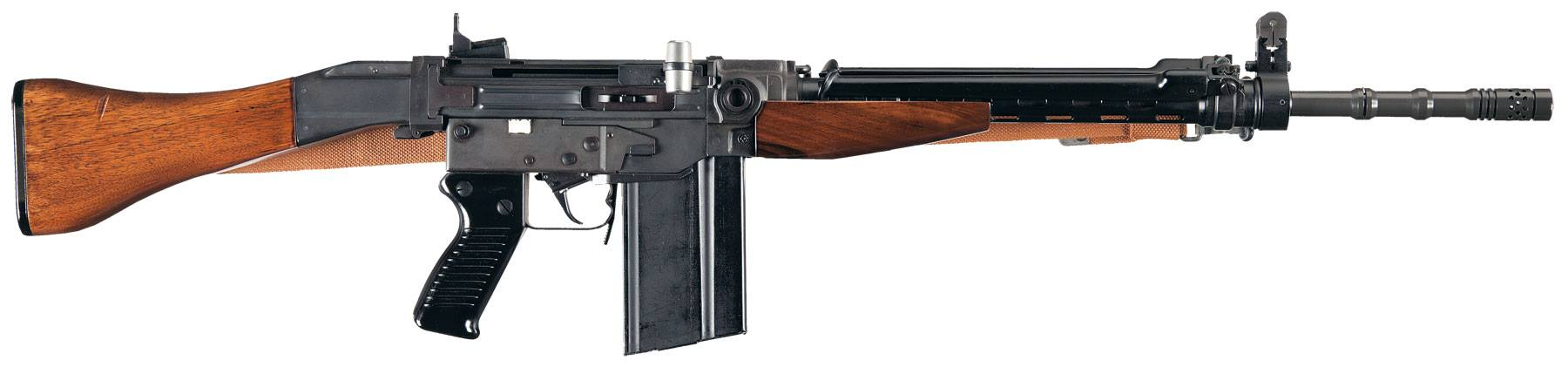
Fuzil SG 510-4, com câmara para o cartucho 7,62×51mm NATO

O Sturmgewehr 57 é um fuzil de batalha de fogo seletivo projetado pela Schweizerische Industrie Gesellschaft (agora Swiss Arms) da Suíça. Ele usa um sistema de blowback atrasado por roldana semelhante aos fuzis H&K G3 e CETME. Entrou em serviço no Exército Suíço com a designação F. ass. 57 7.5mm (francês: Fusil d'Assaut 1957) ou  7.5mm Stgw. 57 (alemão: Sturmgewehr 1957), com variações de exportação que constituem a família SG 510.
O Sturmgewehr 57 foi adotado para o serviço militar suíço em 1957 e substituído em 1990 pelo fuzil de assalto SIG SG 550, mais leve, embora alguns reservistas o tenham usado por vários anos.

## Variantes
- AM 55: Versão original adotada pelo Exército Suíço como "7,5mm Stgw. 57".
- SG 510-1: Modelo de exportação do AM 55 com câmara para o 7,62×51mm NATO.[1]
- SG 510-2: Variante mais leve do SG 510-1.[2]
- SG 510-3: Variante de 7,62×39mm com cano, manga do cano e caixa-da-culatra mais curtos. Este foi produzido em pequenas quantidades como um protótipo e submetido ao Exército finlandês. Este modelo do fuzil nunca foi produzido em massa.[2]
- SG 510-4: Variante em 7,62×51mm NATO usada pela Bolívia e pelo Chile. Esta versão usa um cano mais curto e uma coronha feita de madeira em vez de borracha. O comprimento total é muito menor do que o Stgw 57 com um peso subseqüentemente menor. A coronha e o tubo dela são inclinados para baixo em vez de em linha reta com a caixa-da-culatra.
- SG 510-5: Fuzil experimental em .30-06 Springfield (7,62×63mm) feito para teste pelo governo mexicano.
- SG 510-6: Lote de teste de fuzis em 7,5×55mm Swiss com base no SG 510-4 no compartimento militar suíço destinado a substituir o Stgw 57 mais pesado. Os rifles foram construídos apenas para testes e não foram mais considerados após os testes dos anos 1980.
- SG 510-7 T / SIG-AMT: variante somente semiautomática do SG 510-4 importada para os Estados Unidos em números relativamente pequenos. Estava disponível em .308 (7,62×51). "AMT", termo usado depois de 1969, significava "American Match Target". Podia ser encomendado com um guarda-mão arredondado.
- PE-Stgw. 57: (Privat Einzelfeuer) Versão civil somente semiautomática da AM 55 disponível em 7,5×55mm GP 11 Swiss. Esta variante não é a mesma dos antigos fuzis de serviço do Exército Suíço privatizados. Foi construído especificamente como um fuzil semiautomático apenas nas linhas do Stgw. 57 com o qual é frequentemente confundido. Enquanto mais de 700.000 do Stgw. 57s foram construídos para uso militar, menos de 5.000 PE-Stgw. 57s foram feitos.

## Operadores
- Bolívia: Variante SG 510-4.[3]

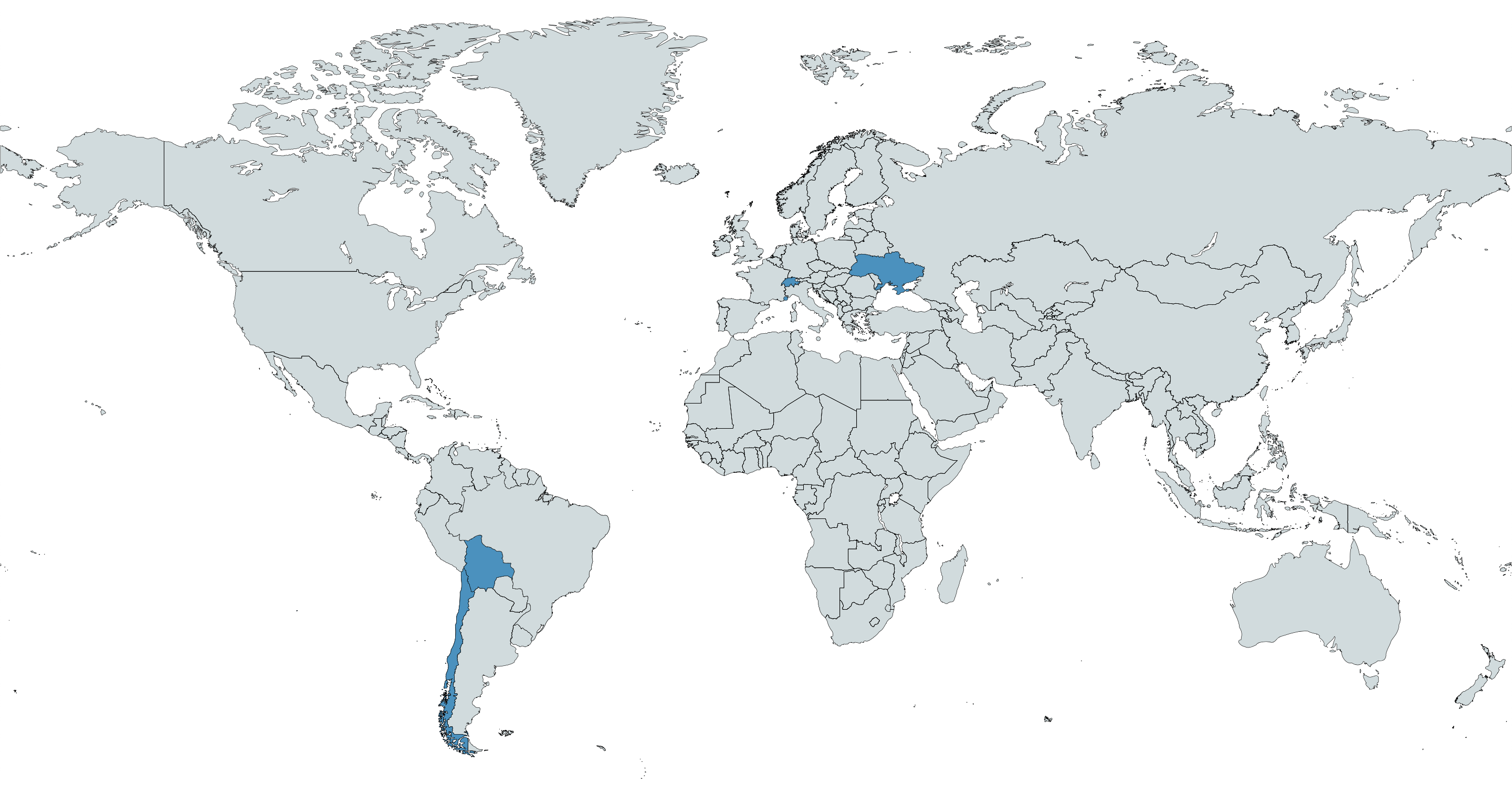
Mapa com operadores do SG 510 em azul

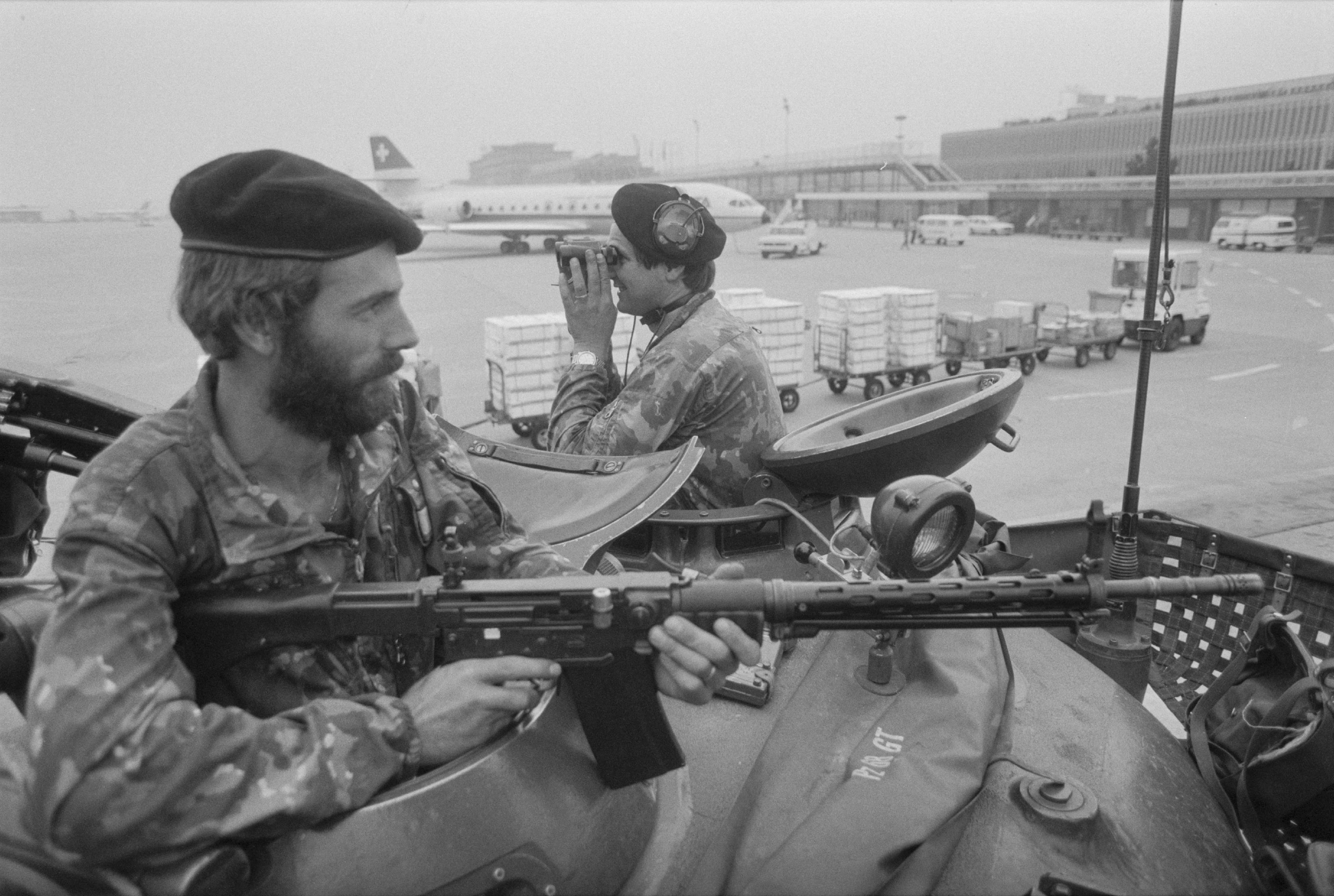
Tripulantes de tanques suíços com o Stgw 57 em 1983.

- Mônaco: Usado pela Companhia de Carabineiros do Príncipe.[4]
- Suíça: Adotado pelo Exército Suíço em 1957.[2]
- Ucrânia[3]
- Chile[3]
- Zaire[5]